# 恋するふたり (映画)
『恋するふたり』（こいするふたり）は、2018年製作・2019年公開の日本映画。恋人に浮気されてると思い込んだ男女が車で2人のもとに向かうロードムービー。

## キャスト
- カタギリ：染谷俊之
- サチコ：芋生悠
- フミカ：田中日奈子
- パプリカ：西川俊介
- マサル：高木渉
- サナエ：山下容莉枝
- ヨシミ：星野真里（特別出演）
- イソベ：石井智也
- マヒロ：井澤勇貴
- ホリ：森崎りな
- ジョウノウチ：岡野陽一
- UK：笠原崇志

## スタッフ
- 監督：稲葉雄介
- 脚本：大浦光太
- 音楽：Paranel
- 製作：菅谷英一、佐藤宙史、橋本大輝、兼田哲二、周斌
- 企画：村田亮
- プロデューサー：江良圭、長田安正
- 撮影：葛西幸祐
- 照明：谷本幸治
- 録音：光地拓郎
- 編集：早野亮
- 助監督：浜潟尚
- 衣装：森内陽子
- ヘアメイク：コウゴトモヨ
- アシスタントプロデューサー：打田まりか